# Pimoa gyirong
Pimoa gyirong (лат.) — вид пимовых пауков рода Pimoa (Pimoidae). Название дано по месту нахождения (Gyirong Town).

## Распространене
Китай, Тибетский автономный район (округ Шигадзе, уезд Гьиронг, Gyirong Town, около озера Lhanggyi Tso Holy Lake, 28.41°N, 85.40°E, на высоте 3909 м).

## Описание
Мелкие пауки, длина тела 5—7 мм. Карапакс самок желтоватый (у самцов с черными боковыми краями); грудная ямка и радиальные борозды отчетливые; стернум буроватый; брюшко почти овальное, чёрное с желтоватыми поперечными перевязями. Ноги буроватые с чёрными перевязями. Эпигинум трапециевидный; вентральные пластинки широкие, длина больше ширины. Сходен с видами P. crispa и P. rongxar. Вид был впервые описан в 2021 году китайским арахнологами Xiaoqing Zhang и Shuqiang Li (Institute of Zoology, Chinese Academy of Sciences, Пекин, Китай) по материалам из Тибета.